# Jezioro Miejskie (powiat międzychodzki)
Jezioro Miejskie – jezioro w Polsce położone w województwie wielkopolskim, w powiecie międzychodzkim, w gminie Międzychód, w granicach administracyjnych miasta Międzychód.

## Położenie i charakterystyka
Jezioro Miejskie leży w gminie Międzychód, w granicach Międzychodu, który otacza jezioro z północy, zachodu i wschodu. Od południa jezioro jest oddzielone nasypem kolejowym od mniejszego jeziora Kuchennego. Południowym brzegiem jezioro graniczy z Pojezierzem Poznańskim.

## Hydronimia
W czasach zaborów oraz podczas okupacji niemieckiej jezioro nosiło niemiecką nazwę Küchen See. Według spisu opracowanego przez Komisję Nazw Miejscowości i Obiektów Fizjograficznych (KNMiOF) nazwa tego jeziora to Jezioro Miejskie. Państwowy rejestr nazw geograficznych jako nazwę oboczną podaje Jezioro Kuchenne, czyli nazwę innego pobliskiego jeziora.

## Dane morfometryczne
Powierzchnia zwierciadła wody według różnych źródeł wynosi od 36,0 ha do 44,8 ha. Średnia głębokość zbiornika wodnego to 3,1 m, a maksymalna – 6,4 m. Lustro wody znajduje się na wysokości 33,4 m n.p.m. Objętość jeziora wynosi 1 394,0 tys. m³.
Według Mapy Podziału Hydrograficznego Polski jezioro leży na terenie zlewni szóstego poziomu Dopływ z jez. Miejskiego. Identyfikator MPHP to 1187732.

## Zagospodarowanie
Administratorem wód jeziora jest Regionalny Zarząd Gospodarki Wodnej w Poznaniu. Utworzył on obwód rybacki, który obejmuje wody jezior Miejskie i Kuchenne wraz z wodami cieku bez nazwy na odcinku od linii prostej przechodzącej przez punkty położone na lewym i prawym brzegu tego cieku 200 m poniżej miejsca wypływu cieku z Jeziora Sołeckie II do miejsca wpływu cieku do jeziora Kuchenne oraz wody dopływów tych jezior albo tego odcinka cieku (Obwód rybacki Jeziora Miejskie na cieku bez nazwy w zlewni rzeki Warta – Nr 2). Gospodarkę rybacką prowadzi na jeziorze Polski Związek Wędkarski Okręg w Poznaniu.
Jezioro otacza promenada, nad zachodnim brzegiem zlokalizowany jest Park im. Oskara Tietza. Nad wschodnim brzegiem znajduje się kąpielisko miejskie i ośrodek wczasowy.

## Czystość wód i ochrona środowiska
Jezioro nie było badane przez inspektorów Wojewódzkiego Inspektoratu Ochrony Środowiska w Poznaniu. Stan wód zbiornika jest zły, corocznie obecne są silne zakwity sinic, które pokrywają całą taflę wody. Wody jeziora charakteryzują się niewielką przeźroczystością. Pojawiają się głosy, iż pogarszający się stan jeziora, jest powodowany przez fontanny, które tłocząc wodę o dużej zawartości azotu i fosforu z najniższych warstw jeziora przyczyniają się do wzrostu żyzności jego warstwy powierzchniowej.
Jezioro nie znajduje się na terenie chronionym. Jednakże w odległości kilkuset metrów od jego linii brzegowej znajdują się obszary Natura 2000 o nazwie Puszcza Notecka oraz Ostoja Międzychodzko-Sierakowska, a od południa do jeziora przylega Międzychodzki obszar chronionego krajobrazu.